# Partido Socialdemócrata de Finlandia
El Partido Socialdemócrata de Finlandia (SDP, en finés Suomen Sosialidemokraattinen Puolue; en sueco, Finlands socialdemokratiska parti) es un partido político socialdemócrata de Finlandia.
El partido ha establecido muchas de las políticas fundamentales de la sociedad finlandesa durante su permanencia en el gobierno finlandés. Fundado en 1899, el SDP es el partido activo más antiguo de Finlandia. El SDP tiene una relación cercana con la mayor confederación de sindicatos de Finlandia (SAK) y es miembro de la Internacional Socialista, el Partido de los Socialistas Europeos y SAMAK (Comité de Cooperación del Movimiento Obrero Nórdico). 
Ha participado en el gobierno por largos periodos de tiempo, hasta 1991 fue la fuerza más votada. Ideológicamente, el partido se sitúa en una posición más moderada que el otro partido de izquierda del país, la Alianza de la Izquierda.
Tras la renuncia de Antti Rinne en diciembre de 2019, Sanna Marin fue investida como la 67.ª primera ministra y el partido formó un gobierno de coalición con el Partido del Centro, la Liga Verde, la Alianza de la Izquierda y el Partido Popular Sueco. Siete de los 19 ministros son socialdemócratas.

## Historia
El SDP fue fundado en 1899 como el Partido Laborista Finlandés (en finés: Suomen Työväenpuolue). El nombre fue cambiado a su forma presente en 1903. El SDP estuvo asociado cercanamente con la Federación Finlandesa de Sindicatos (SAJ), creada en 1907, ya que, todos sus miembros también eran miembros del partido. El partido se mantuvo principalmente como un movimiento extraparlamentario hasta que se estableció el sufragio universal en 1906 (previo a la independencia de Finlandia con respecto a Rusia en 1917), posteriormente, el SDP logró un 47% de los votos en 1916 con lo que el partido aseguró la mayoría absoluta en el parlamento — la única vez en la historia de Finlandia en que un único partido ha tenido tal mayoría. El partido perdió su mayoría en la elección de 1917 y en 1918 comenzó una rebelión que se convirtió en la guerra civil finlandesa.  
Miembros del SDP declararon a Finlandia como una República Socialista, pero fueron derrotados por las fuerzas del Senado Finlandés. La guerra resultó con la mayoría de sus líderes asesinados, prisioneros o solicitando refugio en la Rusia Soviética. Además, el proceso que llevó a la Guerra Civil y la guerra en sí misma, le despojaron al partido su legitimidad política y su respetabilidad a los ojos de la mayoría de derecha. Sin embargo, el apoyo político para el partido se mantuvo fuerte y en la elección de 1919, el partido fue reorganizado por Väinö Tanner y logró 80 de los 200 escaños en el Parlamento. Antiguos miembros exiliados del SDP fundaron el Partido Comunista de Finlandia (SKP) en Moscú en 1918. Aunque el Partido Comunista fue proscrito en Finlandia hasta 1944, fue representado por organizaciones de fachada, provocando que el apoyo de la clase obrera se dividiese entre el SKP y el SDP.  
Se convirtió en el trabajo de la vida de Väinö Tanner restablecer al SDP como un partido serio y de gobierno. El resultado fue un SDP mucho más patriótico, el cual se inclinó menos a la izquierda y estuvo relativamente aislado de sus partidos nórdicos hermanos como el Partido Socialdemócrata Sueco, los Socialdemócratas daneses y el Partido Laborista Noruego. La animosidad del presidente Pehr Evind Svinhufvud mantuvo al SDP fuera del gobierno durante toda su presidencia desde 1931 hasta 1937. Con la excepción de un breve período en 1926, cuando Tanner formó un gobierno de minoría, el SDP estuvo excluido de la participación en el gobierno hasta que Kyösti Kallio fue elegido presidente en 1937. Durante la Segunda Guerra Mundial el partido tuvo un rol central en una serie de gobiernos de amplia coalición, simbolizando la unidad nacional forjada en respuesta a la amenaza de la URSS en la Guerra de Invierno entre 1939 y 1940. El SDP fue un miembro de la Internacional Obrera y Socialista desde 1923 hasta 1940.
Durante los primeros meses de la Guerra de Continuación (1941–1944), el país, el parlamento y el gabinete se dividieron por el tema de si el ejército finlandés debería detenerse en la vieja frontera, y de ese modo, abstenerse de forma expresa, de cualquier intento de conquista. Sin embargo, la peligrosa posición del país incentivó la unidad nacional y el liderazgo del SDP eligió abstenerse de cualquier protesta visible. Esta decisión es indicada como una de las principales razones detrás de la división de posguerra entre los principales partidos de izquierda —el SDP y los comunistas— y el alto porcentaje de votantes comunistas en las primeras elecciones después de la Guerra de Continuación.  
Después de la Guerra de Continuación, al SKP se le permitió seguir funcionando y la principal característica de la vida política finlandesa durante el período comprendido entre 1944 y 1949, fue la competencia entre los socialdemócratas y los comunistas, tanto por los votantes como por el control de los sindicatos. Durante este tiempo, el campo político estuvo dividido casi equitativamente entre los socialdemócratas, los comunistas y la Liga Agraria, cada partido obteniendo casi el 25% de los votos. En la era de posguerra, el Partido Socialdemócrata adoptó una línea de defensa de la soberanía y la democracia finlandesa en línea con la Liga Agraria y otros partidos políticos burgueses, además, lideró la expulsión de los comunistas del gabinete en 1948. Debido a esto, la Unión Soviética siguió siendo más abiertamente crítica al SDP que hacia los partidos de centroderecha.        
Debido a las actividades anticomunistas del SDP, la Agencia Central de Inteligencia estadounidense apoyó al partido a través de fondos lavados por medio de partidos nórdicos hermanos a través de organizaciones que compraron "bienes de lujo" como café en el extranjero, lo importaron y luego, vendieron con alta rentabilidad debido al racionamiento posguerra que hizo que los precios se inflaran. 
En la elección presidencial de 1956, el candidato del SDP, Karl-August Fagerholm perdió por solo un voto electoral frente a Urho Kekkonen. Fagerholm sería el primer ministro en dos gabinetes, el primero entre 1956 y 1957, y el segundo entre 1958 y 1959. En el último gabinete fue forzado a renunciar debido a la presión soviética, llevando a una serie de gobiernos de la Liga Agraria. En 1958, debido a la elección de Väinö Tanner como presidente del partido, una facción del SDP renunció y formó la Alianza de Trabajadores y Pequeños Agricultores Finlandeses (TPSL) en torno al expresidente del SDP, Emil Skog. La disputa era sobre varios temas, a saber, si el partido debería funcionar como un grupo de interés y; si debería cooperar con los anticomunistas y los derechistas, o por el contrario, con el presidente Kekkonen, los agrarios y los comunistas. Durante la década de 1960, el TPSL menguó, sus miembros volvieron de a uno al SDP o se unieron a los comunistas. El mismo fundador, Emil Skog, volvió al SDP en 1965. En la elección parlamentaria de 1970, el TPSL no logró ningún escaño en el Parlamento. 

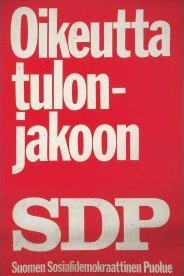
"Derecho a la distribución de ingresos". Cartel de las elecciones de 1972.

Solo en 1966, el SDP fue capaz de satisfacer a la Unión Soviética sobre su actitud amistosa y así pudo volver al gobierno. Desde entonces, el SDP ha estado representado en la mayoría de los Gobiernos de Finlandia, a menudo cooperando con los centristas-agrarios del Partido del Centro (previamente, la Liga Agraria), mientras otras veces, con los liberales-conservadores del Partido Coalición Nacional. El SDP estuvo en la oposición de 1991 a 1995, cuando los principales partidos en el gobierno fueron el Partido del Centro y el Partido Coalición Nacional. 
La elección parlamentaria de 1995 tuvo una victoria aplastante del SDP, alcanzando sus mejores resultados desde la Segunda Guerra Mundial. El SDP pasó de la oposición al gobierno y el líder Paavo Lipponen encabezó dos gobiernos consecutivos desde 1995 hasta 2003. Durante este tiempo, el partido adoptó una postura proeuropea y contribuyó activamente a la membresía en la Unión Europea en 1995 de manera concertada con el gabinete. En la elección parlamentaria de 2003, el SDP ganó 53 de los 200 escaños, logrando acercarse al Partido del Centro. Como resultado, Lipponen se convirtió en el presidente del Parlamento y la líder del Partido del Centro, Anneli Jäätteenmäki se convirtió en la primera ministra, liderando un gobierno de coalición que incluyó al SDP, el cual tuvo ocho puestos ministeriales. Después de dos meses en el cargo, Jäätteenmäki renunció debido a un escándalo relacionado con Irak y fue reemplazada por Matti Vanhanen, otro representante del Partido del Centro. 
Tarja Halonen fue presidenta del país entre 2000 y 2012, así como los dos anteriores presidentes, Mauno Koivisto (1982-1994) y Martti Ahtisaari (1994-2000) también eran socialdemócratas. 

### Elecciones recientes

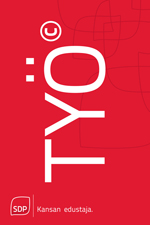
"Trabajo". Cartel utilizado en las elecciones parlamentarias de 2011 y municipales de 2012.

En la elección parlamentaria del 2007, el SDP logró el tercer lugar en votos y uno de los peores resultados de su historia hasta ese momento. El presidente del partido más grande de ese entonces, Matti Vanhanen del Partido del Centro, se convirtió en primer ministro y formó un gobierno de coalición que incluyó al Partido Coalición Nacional, la Liga Verde y el Partido Popular Sueco, dejando al SDP en la oposición. El líder del SDP, Eero Heinäluoma, no renunció inmediatamente como presidente del partido, sino que anunció que no se presentaría a la elección de presidente en la siguiente conferencia del partido. Fue reemplazado por Jutta Urpilainen. El SDP sufrió mayores derrotas en la elección municipal de 2008 y la elección al Parlamento Europeo de 2009.
En la elección parlamentaria de 2011, el SDP perdió tres escaños más, logrando un 19,1% de los votos que correspondieron a 42 parlamentarios, el peor resultado de su historia hasta ese momento. Sin embargo, el Partido del Centro perdió aún más votantes, el SDP se convirtió en segunda fuerza en el país tras el Partido Coalición Nacional, recibiendo apenas 1.500 votos más que los Verdaderos Finlandeses, el cual quedó en tercer lugar. Después de largas negociaciones, se formó un gobierno de coalición de seis partidos, el Gobierno del primer ministro Jyrki Katainen, con el Partido Coalición Nacional y los socialdemócratas como los principales partidos. La líder del SDP, Jutta Urpilainen se convirtió en Ministra de Hacienda. 
En las elecciones presidenciales de 2012, el candidato del partido Paavo Lipponen consiguió un 6,7% de los votos y quedó en quinto puesto, poniendo fin a 30 años de presidencias socialdemócratas. 
En la conferencia del partido de 2014, Urpilainen fue apenas derrotada por su contrincante, Antti Rinne, en una votación de 257 contra 243. Tras aquello, Urpilainen renunció a su cargo de Ministra de Hacienda, entregándole el puesto a Rinne. Desde esa elección, ha tenido constantes descensos en apoyo electoral y en las elecciones parlamentarias de 2015, el partido consiguió un peor resultado obteniendo 34 escaños y 16,5% de los votos. Con un nuevo peor resultado, el SDP cayó al cuarto puesto en Finlandia. Quedó en la oposición e hizo grandes críticas a las acciones del Gobierno de Sipilä en materias como la política de alcholes, recortes al gasto en educación y en el llamado modelo activo. El 22 de junio de 2016, Maria Tolppanen, una representante del Partido de los Finlandeses, ingresó al SDP. Esto aumentó el número de escaños del partido a 35.
En la elección parlamentaria de 2019, el SDP ganó 6 escaños más en comparación a la elección de 2015 y se convirtió en el mayor partido en el Parlamento. Basado en las respuestas y en las conversaciones iniciales con todos los partidos, Rinne anunció que negociaría para formar un gobierno con el Partido del Centro, la Liga Verde, la Alianza de la Izquierda y el Partido Popular Sueco. Las negociaciones terminaron exitosamente y el Gobierno de Rinne se inauguró formalmente el 6 de junio de 2019.
El 3 de diciembre de 2019, Rinne renunció como primer ministro después que el Partido del Centro expresara su falta de confianza en Rinne por su manejo en los eventos relacionados con la huelga postal en Finlandia. Fue sucedido por Sanna Marin, quien fue elegida como primera ministra el 10 de diciembre de 2019.

## Ideología
El SDP es un partido socialdemócrata de centroizquierda. El SDP se opone a la entrada de Finlandia a la OTAN y quiere que el país permanezca en la Asociación para la Paz. En la elección parlamentaria de 2015, el 91% de los candidatos del SDP se oponían a la entrada a la OTAN.
El SDP está a favor de los derechos de adopción LGBT, la construcción de centrales nucleares, la conservación del sueco como uno de los dos idiomas oficiales de Finlandia y el aumento de los fondos a universidades públicas. El partido defiende que Finlandia se convierta en independiente del petróleo en 2030. El SDP ha abogado por políticas que eviten que los extranjeros trabajen en Finlandia. En la elección parlamentaria de 2015, sólo el Partido de los Finlandeses tuvo un mayor porcentaje de candidatos que se oponían a dar facilidades a la inmigración basada en el trabajo.
El partido se opuso a reformas económicas en la elección parlamentaria de 2011 y en la posterior negociaciones del programa de gobierno. El partido mantiene relaciones cercanas con los sindicatos. El partido se ha opuesto a reformas sociales que reducirían los beneficios por desempleo relacionados con los ingresos. El gobierno le paga a los beneficiarios por medio de intermediarios financieros que casi exclusivamente son los sindicatos. El SDP apoya la separación de la iglesia y el estado.

## Base de votantes
La edad promedio de un miembro del SDP es de 61,5 años. Más de la mitad de todos los votantes del SDP son miembros activos de la fuerza de trabajo.

## Líderes
| Líder                | Fotografía | Año         | Otros cargos |
| -------------------- | ---------- | ----------- | --- |
| Nils Robert af Ursin |            | 1899 – 1900 | Diputado del Parlamento de Finlandia (1907-1908) Diputado de la Dieta de Finlandia (1891-1900; 1904-1905) |
| J. A. Salminen       |            | 1900 – 1900 | |
| K. F. Hellstén       |            | 1900 – 1903 | |
| Taavi Tainio         |            | 1903 – 1905 | Diputado del Parlamento de Finlandia (1907-1909; 1911-1913; 1922-1929) |
| Emil Perttilä        |            | 1905 – 1906 | |
| Edvard Valpas        |            | 1906 – 1909 | Diputado del Parlamento de Finlandia (1907-1918) |
| Matti Paasivuori     |            | 1909 – 1911 | |
| Otto Wille Kuusinen  |            | 1911 – 1913 | Presidente del Soviet Supremo de la República Socialista Soviética Carelo-Finesa (1940-1956) Diputado del Parlamento de Finlandia (1908-1913) |
| Matti Paasivuori     |            | 1913 – 1917 | Diputado del Parlamento de Finlandia (1907-1918) |
| Kullervo Manner      |            | 1917 – 1918 | Presidente de la Delegación Popular de Finlandia de la República Socialista de los Trabajadores de Finlandia (enero-abril de 1918) Presidente del Parlamento de Finlandia (abril-octubre de 1917) Diputado del Parlamento de Finlandia (1910-1917)                                                             |
| Väinö Tanner         |            | 1918 – 1926 | |
| Matti Paasivuori     |            | 1926 – 1930 | |
| Kaarlo Harvala       |            | 1930 – 1942 | |
| Väinö Salovaara      |            | 1942 – 1944 | Ministro de Transportes y Obras Públicas (1939-1944) Diputado del Parlamento de Finlandia (1939-1945) |
| Onni Hiltunen        |            | 1944 – 1946 | Vice primer ministro de Finlandia (1958-1959) Ministro de Comercio e Industria (1958-1959) Ministro de Finanzas (agosto-noviembre de 1944; 1948-1950; enero-septiembre de 1951) Diputado del Parlamento de Finlandia (1930-1962)                                                                               |
| Emil Skog            |            | 1946 – 1957 | Ministro de Defensa (1948-1950; 1951-1953; 1954-1957) |
| Väinö Tanner         |            | 1957 – 1963 | Ministro de Comercio e Industria (1941-1942) Ministro de Asuntos Exteriores (1939-1940) Ministro de Finanzas (1937-1939; 1942-1944) Primer ministro de Finlandia (1926-1927) |
| Rafael Paasio        |            | 1963 – 1975 | Primer ministro de Finlandia (1966-1968; febrero-septiembre de 1972) Presidente del Parlamento de Finlandia (abril-junio de 1966; 1970-1972) Diputado del Parlamento de Finlandia (1948-1975) |
| Kalevi Sorsa         |            | 1975 – 1987 | Primer ministro de Finlandia (1972-1975; 1977-1979; 1982-1987) Ministro de Asuntos Exteriores (febrero-septiembre de 1972; 1975-1976; 1987-1989) Vice primer ministro de Finlandia (1975-1976; 1987-1989) |
| Pertti Paasio        |            | 1987 – 1991 | Ministro de Asuntos Exteriores (1989-1991) Diputado del Parlamento de Finlandia (1975-1979; 1982-1996) |
| Ulf Sundqvist        |            | 1991 – 1993 | Ministro de Comercio e Industria (1979-1981) Ministro de Educación (1972-1975) Diputado del Parlamento de Finlandia (1970-1983) |
| Paavo Lipponen       |            | 1993 – 2005 | Presidente del Parlamento de Finlandia (2003-2007) Primer ministro de Finlandia (1995-2003) Diputado del Parlamento de Finlandia (1983-1987; 1991-2007) |
| Eero Heinäluoma      |            | 2005 – 2008 | Diputado del Parlamento Europeo (2019-presente) Presidente del Parlamento de Finlandia (2011-2015) Vice primer ministro de Finlandia (2005-2007) Ministro de Finanzas (2005-2007) Diputado del Parlamento de Finlandia (2003-2019)                                                                             |
| Jutta Urpilainen     |            | 2008 – 2014 | Vice primera ministra de Finlandia (2011-2014) Ministra de Finanzas (2011-2014) Diputada del Parlamento de Finlandia (2003-presente) |
| Antti Rinne          |            | 2014 – 2020 | Vicepresidente del Parlamento de Finlandia (2019-2020) Primer ministro de Finlandia (junio-diciembre de 2019) Presidente del Parlamento de Finlandia (abril-junio de 2019) Diputado del Parlamento de Finlandia (2015-presente) Vice primer ministro de Finlandia (2014-2015) Ministro de Finanzas (2014-2015) |
| Sanna Marin          |            | 2020 – 2023 | Primera ministra de Finlandia (2019-2023) Ministra de Transportes y Comunicaciones (junio-diciembre de 2019) Diputada del Parlamento de Finlandia (2015-2023) |
| Antti Lindtman       |            | 2023 –      | Diputado del Parlamento de Finlandia (2011-presente) |

## Líderes prominentes del partido
- Oskari Tokoi – Presidente del senado de Finlandia 1917.
- Yrjö Sirola – Fundador del partido comunista de Finlandia.
- Väinö Tanner – Primer ministro 1926-1927.
- Karl-August Fagerholm – Primer ministro 1948–1950, 1956–1957, 1958–1959, Presidente del parlamento 1945–1948, 1950–1956, 1957–1958, 1958–1962, 1965–1966.
- Rafael Paasio – Primer ministro 1966–1968, 1972.
- Kalevi Sorsa – Primer ministro 1972–1975, 1977–1979, 1982–1987.
- Mauno Koivisto – Presidente de Finlandia 1982–1994, Primer ministro 1968–1970, 1979–1982.
- Martti Ahtisaari – Presidente de Finlandia 1994–2000 y Premio Nobel de la Paz.
- Erkki Tuomioja – Ministro de exterior 2000–2007 y 2011–2015.
- Paavo Lipponen – Primer ministro 1995–2003 y Presidente del parlamento 2003–2007.
- Tarja Halonen – Presidenta de Finlandia 2000–2012.
- Eero Heinäluoma – Presidente del parlamento 2011–2015.
- Jutta Urpilainen – Ministra de hacienda y Vice primera ministra 2011–2014.
- Antti Rinne – Ministro de Hacienda y vice primer ministro 2014–2015, primer ministro 2019.
- Sanna Marin – Ministra de Transporte y Telecomunicaciones y primera ministra 2019–2023.

## Resultados de elecciones

### Parlamento de Finlandia

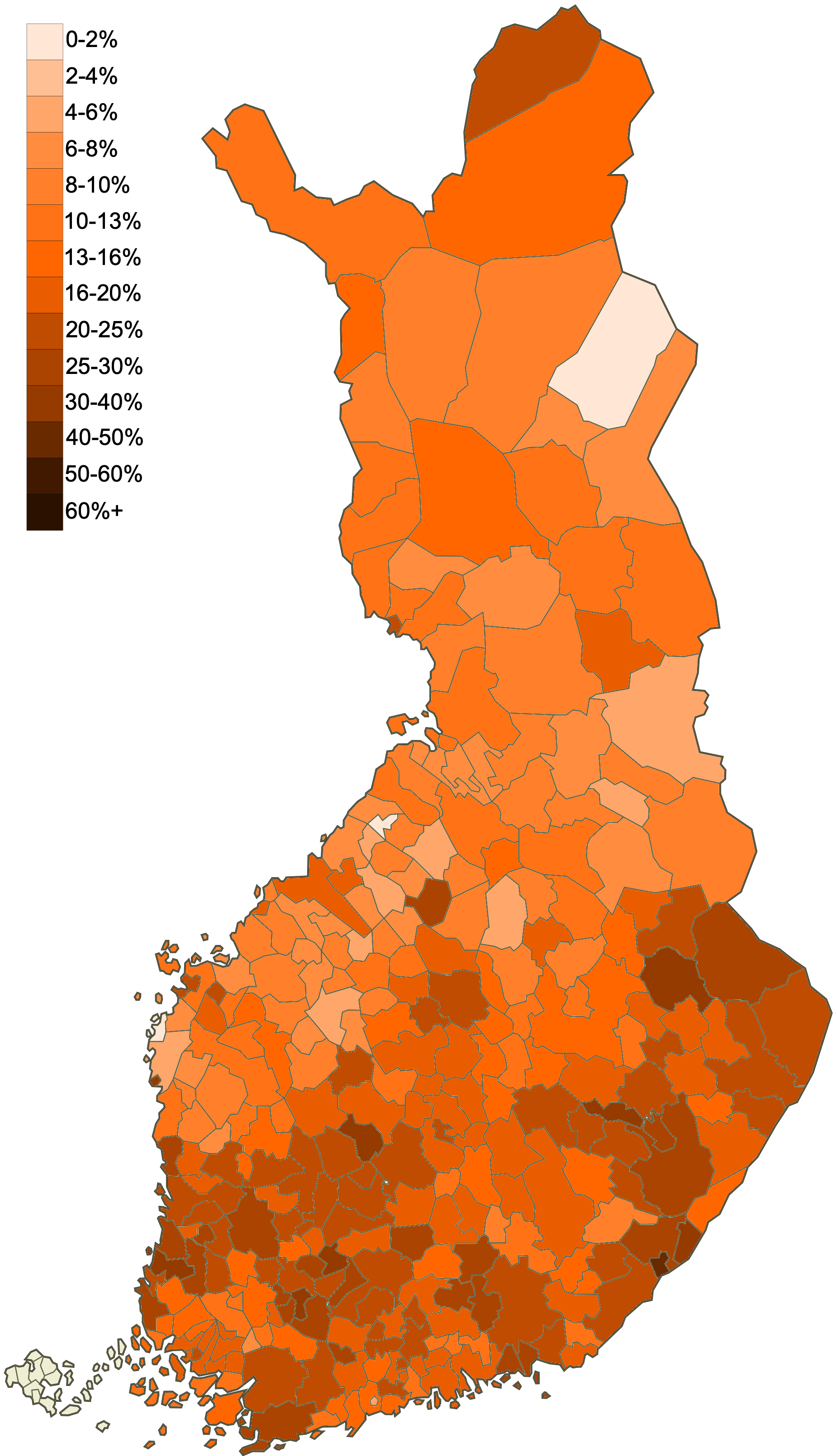
Resultado de las elecciones parlamentarias de 2019 por municipio.

| Elección | Votos        | Votos  | Escaños | Escaños | Resultado                         |
| Elección | N°           | %      | N°      | +/-     | Resultado                         |
| -------- | ------------ | ------ | ------- | ------- | --------------------------------- |
| 1907     | 329.946 (#1) | 37,03% | 80/200  | Nuevo   | Oposición                         |
| 1908     | 310.826 (#1) | 38,40% | 83/200  | 3       | Oposición                         |
| 1909     | 337.685 (#1) | 39,89% | 84/200  | 1       | Oposición                         |
| 1910     | 316.951 (#1) | 40,04% | 86/200  | 2       | Oposición                         |
| 1911     | 321.201 (#1) | 40,03% | 86/200  | 0       | Oposición                         |
| 1913     | 312.214 (#1) | 43,11% | 90/200  | 4       | Oposición                         |
| 1916     | 376.030 (#1) | 47,29% | 103/200 | 13      | Oposición                         |
|          |              |        |         |         |                                   |
| 1917     | 444.670 (#1) | 44,79% | 92/200  | 11      | Oposición                         |
| 1919     | 365.046 (#1) | 37,98% | 80/200  | 12      | Oposición                         |
| 1922     | 216.861 (#1) | 25,06% | 53/200  | 27      | Oposición                         |
| 1924     | 255.068 (#1) | 29,02% | 60/200  | 7       | Oposición (1924–1926)             |
| 1924     | 255.068 (#1) | 29,02% | 60/200  | 7       | Líder del gobierno (1926–1927)    |
| 1927     | 257.572 (#1) | 28,30% | 60/200  | 0       | Oposición                         |
| 1929     | 260.254 (#1) | 27,36% | 59/200  | 1       | Oposición                         |
| 1930     | 386.026 (#1) | 34,16% | 66/200  | 7       | Oposición                         |
| 1933     | 413.551 (#1) | 37,33% | 78/200  | 12      | Oposición                         |
| 1936     | 452.751 (#1) | 38,59% | 83/200  | 5       | Oposición (1936–1937)             |
| 1936     | 452.751 (#1) | 38,59% | 83/200  | 5       | Gobierno de coalición (1937–1939) |
| 1939     | 515.980 (#1) | 39,77% | 85/200  | 2       | Gobierno de coalición             |
| 1945     | 425.948 (#1) | 25,08% | 50/200  | 35      | Gobierno de coalición             |
| 1948     | 494.719 (#1) | 26,32% | 54/200  | 4       | Líder del gobierno (1948–1950)    |
| 1948     | 494.719 (#1) | 26,32% | 54/200  | 4       | Oposición (1950–1951)             |
| 1948     | 494.719 (#1) | 26,32% | 54/200  | 4       | Gobierno de coalición (1951)      |
| 1951     | 480.754 (#1) | 26,52% | 53/200  | 1       | Gobierno de coalición (1951–1953) |
| 1951     | 480.754 (#1) | 26,52% | 53/200  | 1       | Oposición (1953–1954)             |
| 1951     | 480.754 (#1) | 26,52% | 53/200  | 1       | Gobierno de coalición (1954)      |
| 1954     | 527.094 (#1) | 26,25% | 54/200  | 1       | Gobierno de coalición (1954–1956) |
| 1954     | 527.094 (#1) | 26,25% | 54/200  | 1       | Líder del gobierno (1956–1957)    |
| 1954     | 527.094 (#1) | 26,25% | 54/200  | 1       | Oposición (1957–1958)             |
| 1958     | 449.536 (#2) | 23,12% | 48/200  | 6       | Líder del gobierno (1958–1959)    |
| 1958     | 449.536 (#2) | 23,12% | 48/200  | 6       | Oposición (1959–1962)             |
| 1962     | 448.930 (#3) | 19,50% | 38/200  | 10      | Oposición                         |
| 1966     | 645.339 (#1) | 27,23% | 55/200  | 17      | Líder del gobierno                |
| 1970     | 594.185 (#1) | 23,43% | 52/200  | 3       | Líder del gobierno                |
| 1972     | 664.724 (#1) | 25,78% | 55/200  | 3       | Líder del gobierno                |
| 1975     | 683.590 (#1) | 24,86% | 54/200  | 1       | Gobierno de coalición (1975–1976) |
| 1975     | 683.590 (#1) | 24,86% | 54/200  | 1       | Oposición (1976–1977)             |
| 1975     | 683.590 (#1) | 24,86% | 54/200  | 1       | Líder del gobierno (1977–1979)    |
| 1979     | 691.512 (#1) | 23,89% | 52/200  | 2       | Líder del gobierno                |
| 1983     | 795.953 (#1) | 26,71% | 57/200  | 5       | Líder del gobierno                |
| 1987     | 695.331 (#1) | 24,14% | 56/200  | 1       | Líder del gobierno                |
| 1991     | 603.080 (#2) | 22,12% | 48/200  | 8       | Oposición                         |
| 1995     | 785.637 (#1) | 28,25% | 63/200  | 15      | Líder del gobierno                |
| 1999     | 612.963 (#1) | 22,86% | 51/200  | 12      | Líder del gobierno                |
| 2003     | 683.223 (#2) | 24,47% | 53/200  | 2       | Gobierno de coalición             |
| 2007     | 594.194 (#3) | 21,44% | 45/200  | 8       | Oposición                         |
| 2011     | 561.558 (#2) | 19,10% | 42/200  | 3       | Gobierno de coalición             |
| 2015     | 490.102 (#4) | 16,51% | 34/200  | 8       | Oposición                         |
| 2019     | 546.471 (#1) | 17,73% | 40/200  | 6       | Líder del gobierno                |
| 2023     | 616.218 (#3) | 19,94% | 43/200  | 3       | Oposición                         |

### Municipios
| Elección | Concejales | Votos   | Votos  |
| -------- | ---------- | ------- | ------ |
| 1945     | 2.100      | 265.689 |        |
| 1950     |            | 377.294 | 25,05% |
| 1953     |            | 449.251 | 25,53% |
| 1956     |            | 424.977 | 25,42% |
| 1960     | 2.261      | 414.175 | 21,10% |
| 1964     | 2.543      | 530.878 | 24,75% |
| 1968     | 2.351      | 540.450 | 23,86% |
| 1972     | 2.533      | 676.387 | 27,05% |
| 1976     | 2.735      | 665.632 | 24,82% |
| 1980     | 2.820      | 699.280 | 25,50% |
| 1984     | 2.830      | 666.218 | 24,70% |
| 1988     | 2.866      | 663.692 | 25,23% |
| 1992     | 3.130      | 721.310 | 27,08% |
| 1996     | 2.742      | 583.623 | 24,55% |
| 2000     | 2.559      | 511.370 | 22,99% |
| 2004     | 2.585      | 575.822 | 24,11% |
| 2008     | 2.066      | 541.187 | 21,23% |
| 2012     | 1.729      | 487.206 | 19,60% |
| 2017     | 1.697      | 498.252 | 19,38% |
| 2021     | 1.451      | 433.811 | 17,73% |

### Parlamento Europeo
| Elección | Votos   | Votos  | Escaños | Escaños |
| Elección | N°      | %      | N°      | +/-     |
| -------- | ------- | ------ | ------- | ------- |
| 1996     | 482.577 | 21,45% | 4/16    | 4       |
| 1999     | 221.836 | 17,86% | 3/16    | 1       |
| 2004     | 350.525 | 21,16% | 3/14    | 0       |
| 2009     | 292.051 | 17,54% | 2/13    | 1       |
| 2014     | 212.211 | 12,3%  | 2/13    | 0       |
| 2019     | 267.603 | 14,6%  | 2/13    | 0       |

### Presidente de la República

#### Voto indirecto
| Colegio electoral | Colegio electoral     | Colegio electoral | Colegio electoral | Colegio electoral |
| Año               | Candidato             | Electores         | Votos             | Votos             |
| ----------------- | --------------------- | ----------------- | ----------------- | ----------------- |
| 1925              | Väinö Tanner          | 79                | 165,091           | 26.6%             |
| 1931              | Väinö Tanner          | 90                | 252,550           | 30.2%             |
| 1937              |                       | 95                | 341,408           | 30.7%             |
| 1950              |                       | 64                | 343,828           | 21.8%             |
| 1956              | Karl-August Fagerholm | 72                | 442,408           | 23.3%             |
| 1962              | Rafael Paasio         | 36                | 289,366           | 13.1%             |
| 1968              | Urho Kekkonen         | 55                | 315,068           | 15.46%            |
| 1978              | Urho Kekkonen         | 74                | 569,154           | 23.2%             |
| 1982              | Mauno Koivisto        | 144               | 1,370,314         | 43.1%             |
| 1988              | Mauno Koivisto        | 128               | 1,175,209         | 39.36%            |

#### Voto directo
| Elección | Candidato        | Primera vuelta | Primera vuelta | Primera vuelta | Primera vuelta |           | Segunda vuelta | Segunda vuelta | Segunda vuelta | Segunda vuelta | Resultado |
| Elección | Candidato        | Votos          | %              | ± pp           | Lugar          | Votos     | %              | ± pp           | Lugar          |                | Resultado |
| -------- | ---------------- | -------------- | -------------- | -------------- | -------------- | --------- | -------------- | -------------- | -------------- | -------------- | --------- |
| 1994     | Martti Ahtisaari | 828.038        | 25,91          | 22,99          | 1.º            | 1.723.485 | 53,85          | 5,85           | 1.º            | Electo         |           |
| 2000     | Tarja Halonen    | 1.224.431      | 40,03          | 14,12          | 1.ª            | 1.644.532 | 51,63          | 2,22           | 1.ª            | Electa         |           |
| 2006     | Tarja Halonen    | 1.397.030      | 46,31          | 6,28           | 1.ª            | 1.630.980 | 51,79          | 0,16           | 1.ª            | Electa         |           |
| 2012     | Paavo Lipponen   | 205.020        | 6,70           | 39,61          | 5.º            |           |                |                |                | No electo      |           |
| 2018     | Tuula Haatainen  | 97.294         | 3,25           | 3,45           | 6.ª            | No electo |                |                |                |                |           |